# Pitoa
Pitoa è un centro abitato del Camerun, situato nella Regione del Nord.